# Майорат
Майорат (фр. majorat) — обов'язковість наслідування родового володіння старшим сином та найменування володіння на такому праві. Власне майорат було впроваджено у середньовічне право Європи у XIV—XV століттях, але подібні правові норми існували в багатьох суспільствах. Метою майорату було запобігання дробленню володінь феодала між численними нащадками. За майорату увесь маєток і титул переходив до єдиного спадкоємця. Майорат з одного боку сприяв збереженню сили старої аристократії, а з іншого спричинив появу величезного прошарку так званих «молодших синів» — людей знатного походження, які не могли розраховувати на спадок і змушені були шукати успіху в різних сферах діяльності, головно на державній службі чи у війську.

## Майоратне право
Майоратне право — частина середньовічного права, що стосувалася наслідування маєтків, переданих верховним феодалам у спадкове володіння без права розподілу й передачі в сторонні руки. Принципи такого успадкування спостерігалися в законах Стародавньої Індії, стародавніх Афінах (нині столиця Греції) тощо. М.п. широко застосовувалося за середньовіччя в багатьох країнах Європи у вигляді ленного права, зокрема в Речі Посполитій, звідки поширилося на Правобережну Україну. Після поділів Польщі 1772, 1793, 1795 збереглося в деяких поміщиків польського походження. У Російській імперії з'явилося на початку 18 ст. Застосовувалося спорадично. У 30–40-ві рр. 19 ст. у зв'язку з кризою кріпацтва (див. Кріпацтво) М.п. оформлене законодавчо. 16 липня 1845 затверджено «Положення про заповідні спадкові володіння», за яким М.п. поширювалось на велике землеволодіння — майорат, що складався не менше як з 10 тис. і не більше 100 тис. десятин землі або давав прибуток у середньому від 12 тис. до 200 тис. рублів у рік. Майорати були власністю всього роду і не могли ні повністю, ні частково продаватися. По смерті голови родини успадковувалися старшим сином чи донькою, або найближчим родичем, старшим за віком. Майорати не підлягали продажу за борги. З цього часу застосовування М.п. почастішало. Напередодні Першої світової війни М.п. оберігало від роздрібнення більше як 3,5 млн десятин поміщицьких земель без урахування польських і західних губерній Російської імперії.

## За країною

### Португалія
- 1434—1832: Мислений закон